# 赤帽かあちゃん
『赤帽かあちゃん』（あかぼうかあちゃん）は、1977年8月29日から同年10月28日まで日本テレビ系列の『女の劇場』（花王石鹸一社提供）で放送された昼ドラ。全45回。

## 概要
原作は竹内勇太郎の『女侠曼茶羅』で、竹内は脚本も手がけた。
山梨県で、甲府駅で勤務する日本初の女性赤帽として活躍した内海かな江の物語。太平洋戦争の戦前、戦中、戦後にかけて、下部温泉の旅館「源泉館」の女中として働いた後、反戦主義者の松木二等兵と結婚、夫の戦死後は一人息子を女手一つで育て、逆境の中で叩かれ踏まれながらも、ひるまず明るく生き抜いた、かな江の半生を描いた。
なお1977年3月にスタートした『女の劇場』は、本作を以て廃枠になったが、その後も日本テレビの平日13:30枠では『うどん一代』（よみうりテレビ制作）・『おてんば人生』といった昼ドラを放送した。

## 出演者
- 内海かな江：江利チエミ
- 松木信二：亀石征一郎
- やくざの親分・三村：御木本伸介
- 内海一男（かな江の息子）：丹呉年克 → 小山梓
- 源泉館の主人・巻子：清川虹子
- いち（かな江の姉）：松川純子
- 治三郎（いちの夫）：北村総一朗
- 地主・民三：早川雄三
- 輪タク屋・松田：畠山麦
- 樋口（元特別高等警察）：江幡高志
- 照子：八木孝子
- 満江：真理明美
- 勘二：長澄修
- 良子：小林伊津子
- 久子：森川千恵子
- 内海幾乃（かな江の母）：町田祥子
- ほか

## スタッフ
- 原作：竹内勇太郎（『女侠曼茶羅』）
- 脚本：竹内勇太郎
- 演出：番匠義彰
- 制作：日本テレビ・歌舞伎座テレビ

## 主題歌
「わたしの人生」
- 作詞：なかにし礼／作曲：小林亜星／編曲：筒井広志／歌：江利チエミ